# Сьо Он
Сьо Он (яп. 尚 温; 21 травня 1784 — 8 серпня 1802) — 21-й ван Рюкю в 1794—1802 роках.

## Життєпис
Походив з Другої династії Сьо. Син спадкоємця трону Сьо Тецу. Народився 1784 року. після смерті батька 1788 року оголошений спадкоємцем трону. 1794 року після смерті діда — вана Сьо Боку — успадкував владу. З огляду на малий вік його наставник Сай Сейсьо був призначений кокусі (регентом).
1798 року за прикладом Китаю було засновано Академію Рюкю — Кокугаку. також в столиці було засновано 4 школи, де кожен мав право здобути освіту. Проти цього виступили очільники Кумемури, що тривалий час була монополістом з навчання чиновників та вищих посадовців. Їх підтримали військовики, внаслідок чого Сай Сейсьо було схоплено й страчено. Проте Сьо Он придушив заколот, стративши їх призвідників. За цим обмежив діяльність кумемури.
1800 року отримав від китайського імператора визнання себе ваном Рюкю. 1801 року відкрив ще одну школі в Сюрі. Сьо Он помер 1802 року під час епідемії віспи. Йому спадкував син Сьо Сеі.